# Laubendorf (Gemeinde Millstatt am See)

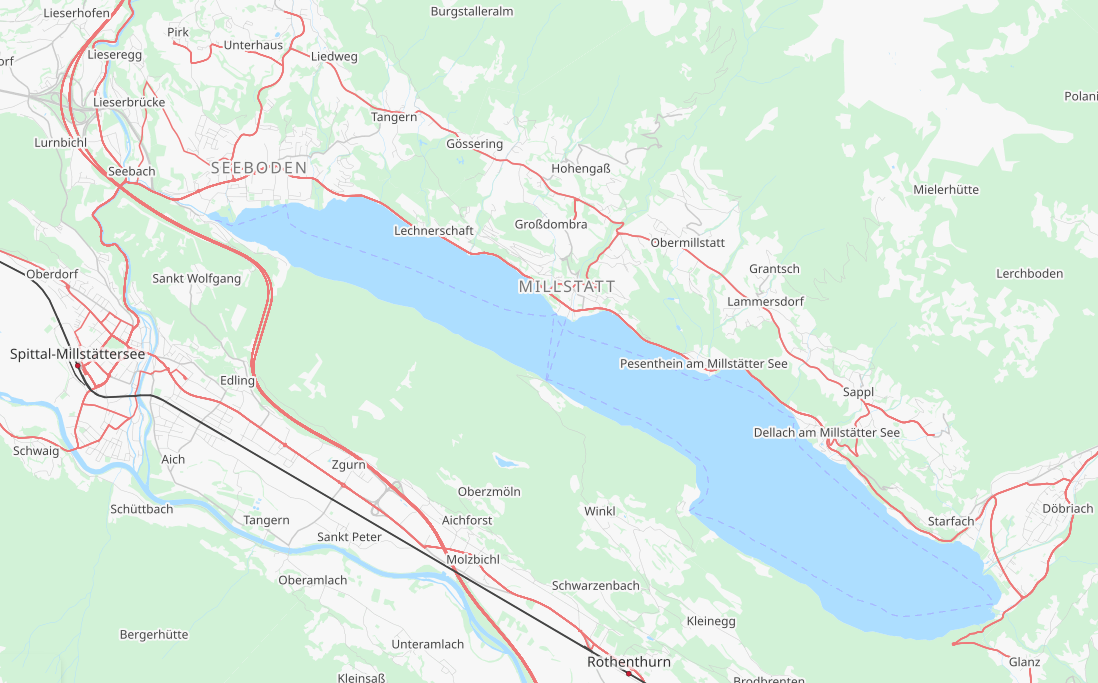
Der Millstätter Berg bei OpenStreetMap

Laubendorf ist ein Dorf und eine Katastralgemeinde am Millstätter Berg in der Gemeinde Millstatt im Bezirk Spittal an der Drau im österreichischen Bundesland Kärnten. Dieser Ort liegt auf dem Hochplateau über dem Millstätter See in den Nockbergen in ca. 800 m Höhe. Nachbarorte sind Gössering und Tschierweg. Bekannt ist Laubendorf heute wegen seines 18-Loch-Golfplatzes "Golfanlage Millstätter See".
Der Postbus der Linie 5138 fährt auf seiner Route von Spittal aus den Ort an Werktagen morgens und abends an und stellt somit den öffentlichen Personennahverkehr sicher.
Im Ort gibt es keine Straßenbezeichnungen, sondern nur Hausnummern.

## Einwohnerentwicklung
Der Ort hat etwa 230 Einwohner und liegt auf einem Hochplateau des Millstätter Berges. Zwischen 1889 und 1973 gehörte der Ort zur Gemeinde Obermillstatt. Zur Katastralgemeinde Laubendorf gehören Gössering, Tschierweg, Hohengaß, Öttern und Schwaigerschaft. 
| Höfe, Häuser und Einwohner 1470 bis 2001 | Höfe, Häuser und Einwohner 1470 bis 2001 | Höfe, Häuser und Einwohner 1470 bis 2001 | Höfe, Häuser und Einwohner 1470 bis 2001 | Höfe, Häuser und Einwohner 1470 bis 2001 | Höfe, Häuser und Einwohner 1470 bis 2001 | Höfe, Häuser und Einwohner 1470 bis 2001 | Höfe, Häuser und Einwohner 1470 bis 2001 | Höfe, Häuser und Einwohner 1470 bis 2001 | Höfe, Häuser und Einwohner 1470 bis 2001 | Höfe, Häuser und Einwohner 1470 bis 2001 |
| ---------------------------------------- | ---------------------------------------- | ---------------------------------------- | ---------------------------------------- | ---------------------------------------- | ---------------------------------------- | ---------------------------------------- | ---------------------------------------- | ---------------------------------------- | ---------------------------------------- | ---------------------------------------- |
| Jahr                                     | 1470                                     | 1817                                     | 1857                                     | 1869                                     | 1951                                     | 1961                                     | 1971                                     | 1981                                     | 1991                                     | 2001                                     |
| Höfe / Häuser                            | 19                                       | 18                                       | 20                                       | 19                                       | 21                                       | 32                                       | 46                                       | 56                                       | 63                                       | 76                                       |
| Einwohner                                |                                          | 108                                      | 116                                      | 118                                      | 150                                      | 146                                      | 193                                      | 190                                      | 223                                      | 233                                      |
| Einwohner pro Haus                       |                                          | 6                                        | 6                                        | 6                                        | 7                                        | 5                                        | 4                                        | 3                                        | 4                                        | 3                                        |

## Die frühchristliche Kirche von Laubendorf

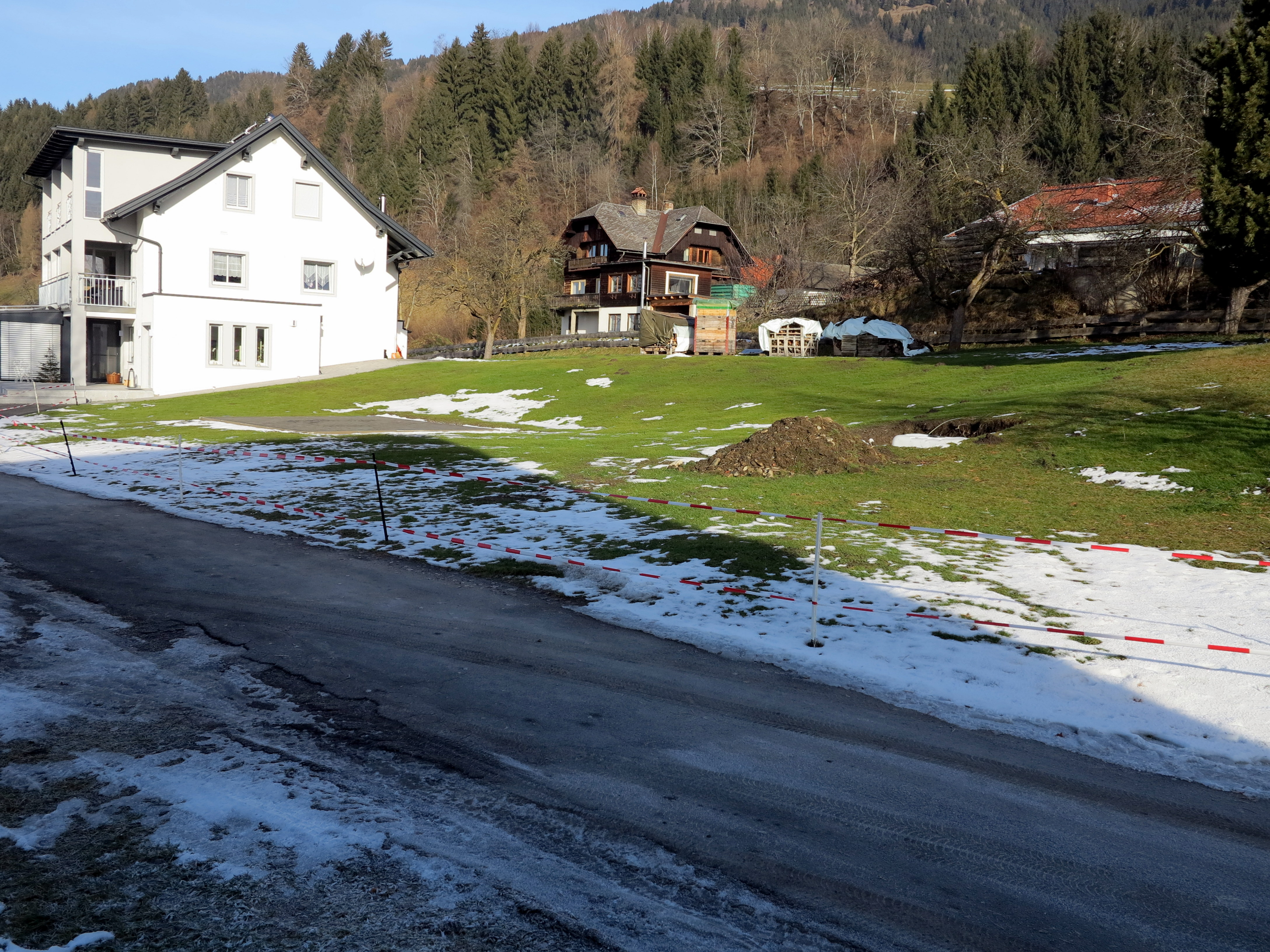
Wiese unter der sich die frühchristliche Kirche von Laubendorf befindet

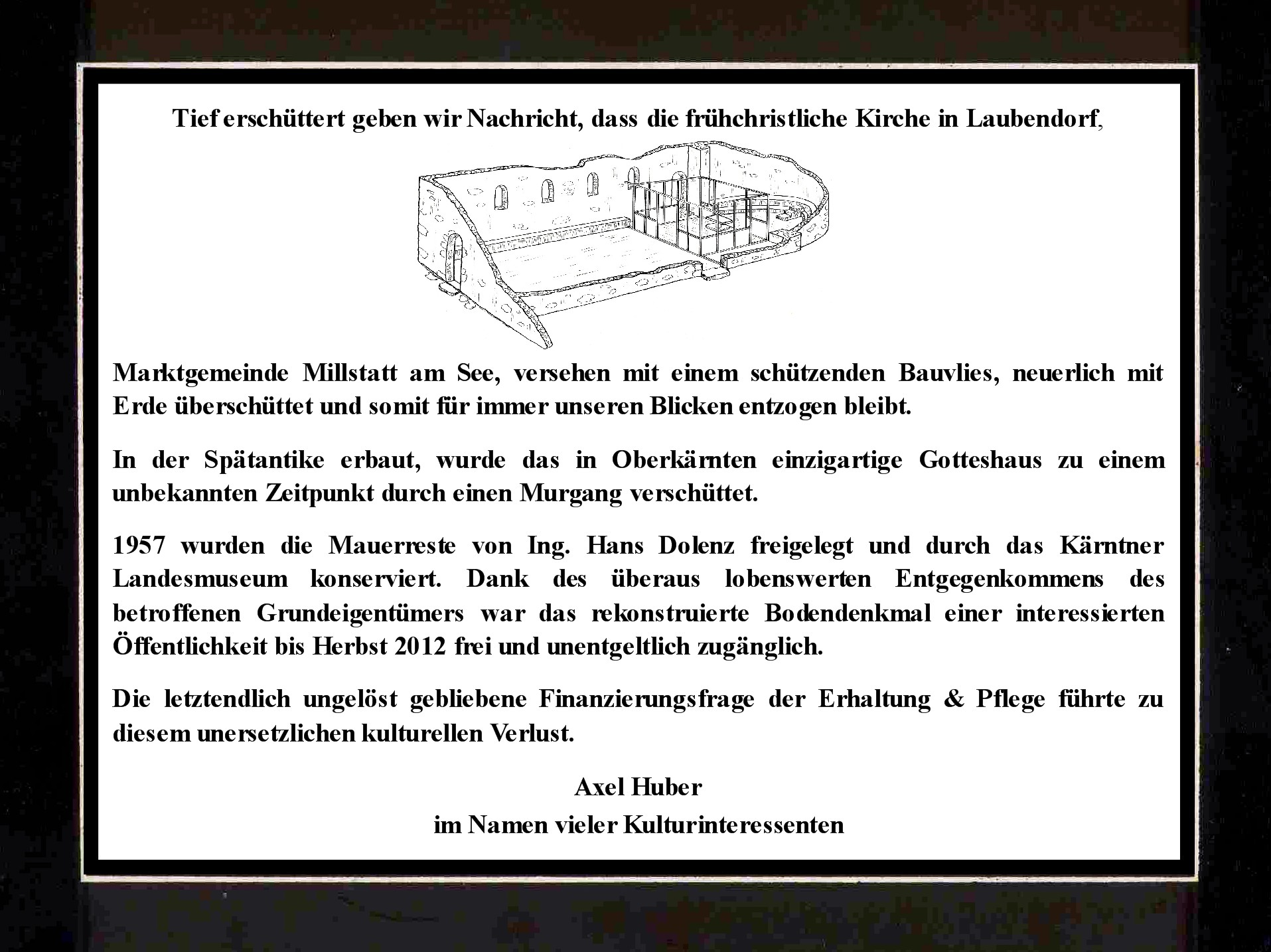
Protest-Parte

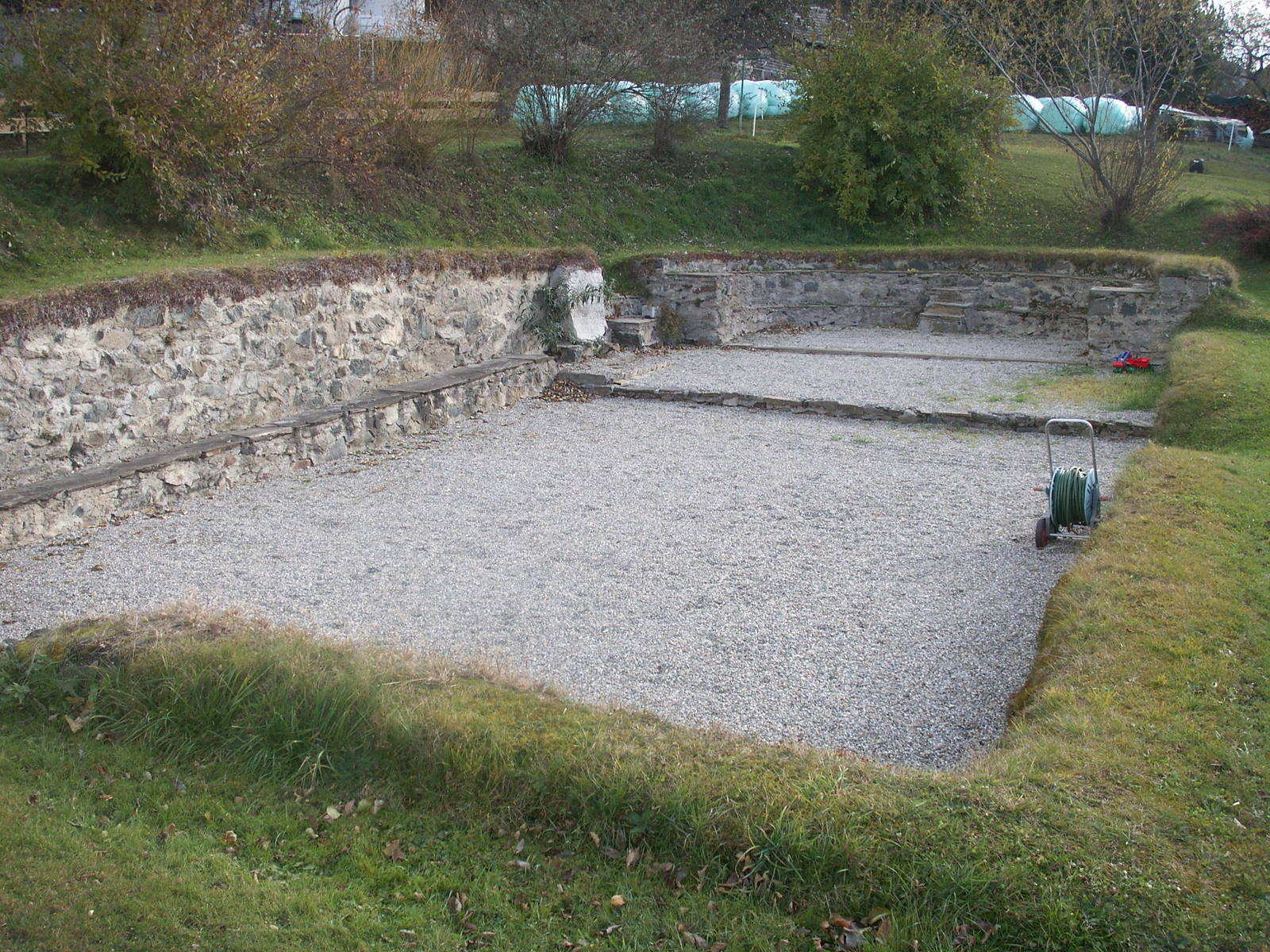
Frühchristliche Kirche, frei zugänglich zwischen 1957 und Herbst 2012

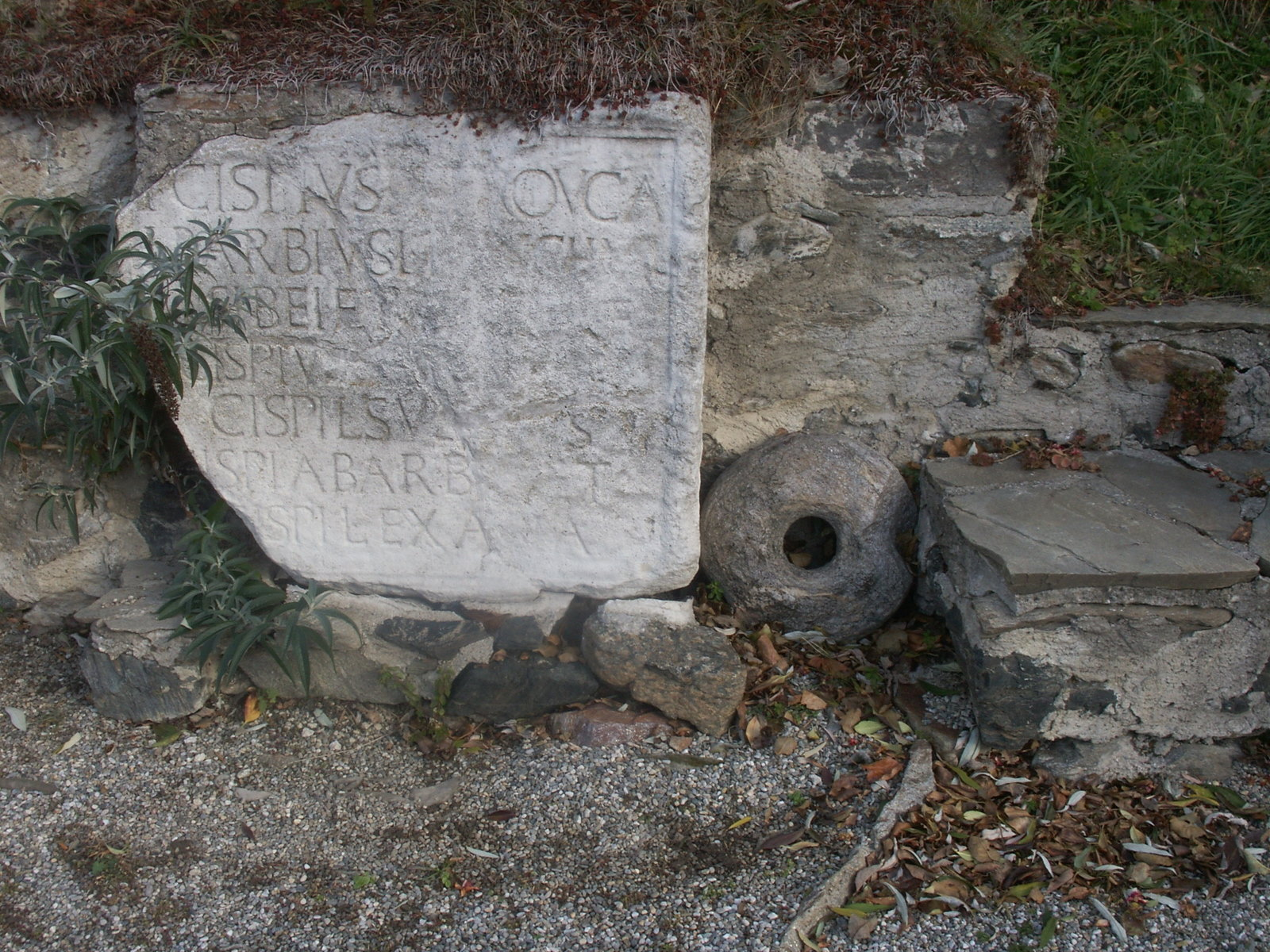
Römischer Grabstein aus der Zeit um 30 v. Chr.

1957 wurde oberhalb des Restaurants Landhaus Golfblick, des ehemaligen Gasthof Klinar bzw. Jagawirt, eine frühchristliche Saalkirche aus dem 5. Jahrhundert gefunden. Die 1950er Jahre waren für derartige Funde ein bisher einmaliges Zeitfenster. Es gab viele Bauvorhaben, bei denen händisch und daher langsam gegraben wurde in Kombination mit einem zunehmend größer werdenden Geschichtsbewusstsein. So viele Bodenfunde wie damals wurden seither am Millstätter Berg nie mehr gemacht. Die modernen Kleinbagger hingegen graben meist bodendenkmalzerstörend und sehr schnell. Allfällige Funden können, noch bevor sie Bekanntheit erlangen, wieder zugeschüttet werden, um den Baufortschritt nicht zu gefährden.
Die Grundmauern der frühchristlichen Kirche (13,7 × 6,8 m) von Laubendorf wurden konserviert. Die einfache Saalkirche weist eine Rundapsis auf, in der es eine Priesterbank mit Kathedra und Fußstütze gibt. Eingänge gibt es an der Westseite sowie den Längsseiten. Entlang der nördlichen Seite gibt es eine angebaute Sitzbank. Im Gebäude sind Spolien vermauert. Der Altar in der vorderen Apsis, zentral zur Priesterbank ausgerichtet, liegt über einer Reliquiengrube. Diese war mit einem frühkaiserzeitlicher Grabstein aus Marmor abgedeckt. Dessen Inschrift lautet: P(ublius) Cispius P(ublii) l(ibertus) Trouca / L(ucius) Barbius L(ucii) l(ibertus) [A]nchial(us) / sibei et [sueis] v[ivi] f(ecerunt). / L(ucius) Cispiu[s L(ucii) Barbii et Publii] / Cispi(i) l(ibertus) Su[adru]s / [C]ispia Barb[i(i) e]t / Cisp(i) l(iberta) Exa[pi]a.  Die Inschrift wurde 1961 ergänzt und interpretiert. Die vier genannten Personen tragen sowohl keltische (Trouca, Suadrus, Exapia) als auch einen griechischen Namen (Anchialus). Sie sind Freigelassene (liberti) der bekannten italischen Unternehmerfamilien der Barbii und Cispii, die beide zu den großen Handelsherren aus Aquileia gehörten und in Noricum wichtige Handelsverbindungen (Bergbau, Handel mit Metallen) besaßen. Der Stein wurde aufgrund der altertümlichen Formulierungen in die Zeit um 30 v. Chr. datiert. Die Genannten waren möglicherweise Handelsvertreter, die sich für die Granatvorkommen der Millstätter Alpe interessierten. Der ursprüngliche Aufstellungsort der Inschrift ist nicht mehr eruierbar. Unter Umständen wurde er erst in der Spätantike nach Laubendorf gebracht. Möglicherweise gab es in Laubendorf eine Vorgängersiedlung, die zumindest bis in das 1. Jahrhundert n. Chr. zurückreichte. Hinweise darauf wären ältere Baureste unter dem Kirchenboden, die nicht ausreichend untersucht wurden. Die südlichen und nördlichen Nebenräume sind ebenfalls nicht ergraben.
Die 55 Jahre lang frei zugängliche Kirche wurde Ende 2012 auf Veranlassung des Bundesdenkmalamtes vom Grundeigentümer wieder zugeschüttet. Er hatte in all den Jahrzehnten ein einziges Mal eine finanzielle Anerkennung von 360 Euro erhalten. Die Reaktion ist verständlich, wenn etwa für die Kärntner Landesausstellung wasser.reich 2008 für heute großteils wieder abgebaute Lichtsegel am Millstätter See mehr als eine halbe Million Euro ausgegeben werden. Für die Bodendenkmalpflege fühlt sich weder die Marktgemeinde Millstatt am See, noch die Millstätter See Tourismus GmbH, der Bezirk, der Tourismusverband Kärnten oder die Republik zuständig.

## Ortsentwicklung
Das älteste erhaltene Hofverzeichnis von 1470, der Urbar der St. Georgs-Ritter vom Stift Millstatt, verzeichnet für Laubendorf einen Meierhof, dreizehn Huben, drei Lehen und drei Güter. Vom 15. bis zum 19. Jahrhundert hat sich die Zahl der Hofstellen kaum erhöht. Seit der zweiten Hälfte des 20. Jahrhunderts hat sich die Anzahl der Häuser vervielfacht. Bis in die 1950er Jahre lebten rund sechs Familienangehörige im Haus (Dienstboten wurden in der historischen Statistik nicht berücksichtigt). Heute sind es nur mehr rund drei. Von den 1960er bis 1990er Jahre gab es im Ort ein Einzelhandelsgeschäft. Aufgrund der einstweiligen Mobilität der Bevölkerung gibt es hier wie in den anderen Orten am Millstätter Berg keine Nahversorgung mehr.